# Elaphoglossum reductum
Elaphoglossum reductum är en träjonväxtart som beskrevs av A. Rojas. Elaphoglossum reductum ingår i släktet Elaphoglossum och familjen Dryopteridaceae. Inga underarter finns listade.